# وایداس بائومیلا
وایداس بائومیلا (به انگلیسی: Vaidas Baumila) (زاده ۳ ژوئن ۱۹۹۲) خواننده اهل لیتوانی است.
او در مسابقه آواز یوروویژن ۲۰۱۵ به همراه مونیکا لینکته نماینده لیتوانی بود.